# Jan-Kees Emmer
Jan-Kees Emmer (Zaandam, 1965) is een Nederlandse journalist en de correspondent van De Telegraaf in de Verenigde Staten.
Sinds 1993 werkt hij bij De Telegraaf, eerst als algemeen verslaggever, daarna van 1999 tot 2006 als verslaggever Koninklijk Huis. In die periode versloeg hij, samen met Joost de Haas, de affaires rond prinses Margarita en Edwin de Roy van Zuydewijn. Ook beschreef hij samen met De Haas de contacten tussen de latere prinses Mabel Wisse Smit en drugsbaron Klaas Bruinsma.
Van augustus 2006 tot augustus 2010 was Emmer correspondent in New York. Sinds 1 januari 2011 was hij adjunct-hoofdredacteur van De Telegraaf en in die hoedanigheid belast met de online activiteiten waaronder video.
Emmer was bestuurslid van het Genootschap van Hoofdredacteuren van mei 2014 tot november 2015
In mei 2015 werd Emmer aangewezen als waarnemend hoofdredacteur van De Telegraaf na het vertrek van Sjuul Paradijs.
In september 2015 vertrok ook Emmer bij De Telegraaf.
Op 1 januari 2016 startte hij samen met Sjuul Paradijs een media-adviesbureau Trusted Media.